# Onychostoma barbatulum
Onychostoma barbatulum är en fiskart som först beskrevs av Pellegrin, 1908.  Onychostoma barbatulum ingår i släktet Onychostoma och familjen karpfiskar. IUCN kategoriserar arten globalt som otillräckligt studerad. Inga underarter finns listade i Catalogue of Life.